# Nan Madol
Nan Madol je arheološki lokalitet koji se nalazi na Karolinskom otočju (državica Pohnpeiju koja je dio Savezne Države Mikronezije) u zapadnom Tihom oceanu, u Mikroneziji. Do 1628. godine Nan Madol je bio glavni grad otočke dinastije Saudeleur. Ime Nan Madol znači „međuprostor”, što se odnosi na mrežu vodenih kanala koji prekrivaju ruševine. Prema Gene Ashbyju originalni naziv naselja je bio Soun Nan-ling („Nebeski greben”), pa se često naziva i Venecijom Tihog oceana.
Grad se sastoji od niza malih umjetnih otoka koji su međusobno povezani mrežom vodenih kanala. Središte lokaliteta zatvaraju kameni zidovi od oko 1,5 km dužine i 0,5 km širine, s gotovo stotinu umjetnih otočića-platformi ispunjenih kamenjem i koraljima između plimnih kanala. Dimenzije njezinih građevina, njihova tehnička sofisticiranost i koncentracija megalitskih konstrukcija svjedoče o složenim društvenim i religijskim običajima otočkih društava iz tog razdoblja. Zbog toga je obredno središte Nan Madola upisano na UNESCO-ov popis mjesta svjetske baštine u Australiji i Oceaniji 2016. godine, a na popis ugroženih mjesta svjetske baštine je dospio odmah zbog stalnih prijetnji lokalitetu vodenim strujama i nekontroliranim rastom mangrova koje potkopavaju postojeće građevine.

## Povijest
Nan Madol se nalazi između glavnog otoka i otoka Temwen; ovo područje je stoljećima prije bilo poprište ljudske aktivnosti. Ali tek se od 8. ili 9. stoljeća počeli graditi umjetni otoci megalitske gradnje, a tek se od 12. ili 13. stoljeća povezuje s legendarnom dinastijom Saudeleur (prema predaji - strani vladari došljaci). Nan Madol je bila obredno i političko središte ove dinastije koja je od 12. st. do 1628. god. vladala kraljevstvom s oko 25.000 ljudi na otoku Pohnpei.
Prema tradiciji, graditelji složenih megalitskih konstrukcija Leluha na otoku Kosrae su dosaelili na otok Pohnpeiju Nan Madol, gdje su iskoristili svoja graditeljska znanja da naprave još veličanstvenije građevine. Doista, na otoku Leluh se mogu pronaći slične bazaltne zgrade i umjetni otoci koji su s nasipom spojeni s otokom Kosrae. No, analiza radioaktivnim ugljikom pokazuje da su se građevine Nan Madola počele pojavljivati dva stoljeća prije Leluha. Sličnost između kompleksa Leluh i Nan Madola je u tome da je svrha izgradnja zasebnog grada na kanalima vjerojatno bila odvajanje plemstva od običnih ljudi.
Pohnpeijanska legenda kaže kako su Nan Madol izgradili čarobnjaci blizanci Olisihpa i Olosohpa s mitološkog Zapadnog Kataua (ili Kanamwaysoja). Dva brata su stigla u velikom kanu u potrazi za mjestom za postavljanje žrtvenika u čast boga poljoprivrede, Nahnisohn Sahpwua. Nakon nekoliko neuspjeha uspjeli su postaviti oltar blizu otoka Temwen. Prema tradiciji, braća su prenosila kamene blokove s magičnim moćima putem zraka uz pomoć letećeg zmaja. Kada je Olisihpa umro od starosti, Olosohpa je oženio lokalnu djevojku i postao je predak dinastije Saudeleur koja je imala 12 generacija. Što se u konačnici dogodilo s mitološkom dinastijom Saudeleur nije poznato. Legende govore o napadu olujnog boga, a ostali vjeruju kako su dinastiju uništili ratnici s jugoistoka, s otoka Kosrae. Bili su to ratnici na čelu s mitskim kraljem Isokelekelom, koji je također vladao iz Nan Madola, ali su njegovi nasljednici napustili naselje. Isokelek je započeo razdoblje Nahnmwarki (plemićke poglavice) i današnje poglavice Pohnpeija vjeruju da su njegovi potomci.

## Odlike
Arheološki lokalitet obuhvaća površinu od preko 18 kvadratnih kilometara i uključuje kamenu arhitekturu na koraljnom grebenu otoka Temwen, mnogo umjetnih otoka, te u blizini obale otoka Pohnpei. Saom naselje sa svojim poznatim suhozidom proteže se oko 1,5 km u dužinu i 0,5 km u širinu i sastoji se od gotovo 100 umjetnih otočića, koji su formirani popunjavanjem koraljne platforme, ostavljajući između njih široke i plitke kanale za promet brodovima. Datiranje ugljikom pokazuje da se Nan Madol počeo graditi oko 1.200 godina prije Krista, a ljudi su možda ovdje živjeli već oko 200 godina prije Krista. U izgradnji su koristili crni bazalt koji se skupljao s otoka Pohnpeija bez lomljenja. Izgradnja naselja je vjerojatno trajala 300 godina. Otočići su kvadratnog oblika, a na sjeveroistočnom području grada je bilo posebno mjesto s grobovima na 58 otočića. Neki otoci su bili namijenjeni za određene aktivnosti kao što su: pripremanje hrane, izgradnja kanua, proizvodnja kokosovog ulja i dr. Umjetni otoci su duž obale imali zidove koji su dosezali 5,5-9,1 metara visine. Grad nije imao izvor pitke vode ili hrane koje su morali prikupljati zajedničkim plovilima s glavnog otoka.
Nan Madol je bilo posebno naselja, namijenjeno za društvenu elitu otoka. Gradić je imao 500 do 1000 stanovnika, a većina stanovništva nisu bili plemstvo. Vladari grada su grad koristili za kontrolu svojih protivnika, koji su bili prisiljeni živjeti u naselju. Grad je bio i vrlo važan vjerski centar, gdje su se između ostalog, klanjali bogu oluje i svetoj jegulji.

## Utjecaj
Nan Madol je uglavnom zbog pojave brojnih radova iz područja fikcije, koja se bavi temama izgubljenih gradova. Grad je između ostalog povezana sa sljedećim djelima:
- A. Merritt (1918): The Moon Bazen (fantastični roman);
- Edward Vesala (1974): Nan Madol (album)
- James Rollins (2001): Duboki hvat (fantastično-povijesni roman)
- Clive Cussler (2009): Meduza (roman)
- Robert G. Barrett: The Ultimate afrodizijak (roman).

Nan Madol bi trebao biti jedno od mjesta koje je James Churchward opisao kao ostatke izgubljenog kontinenta Mu. Godine 1978., Bill S. Ballinger postavio je pretpostavku da se grad oko 300. prije Krista izgradili grčki mornari.
Prema Davidu Hatcher Childressu iz 1991. god., postoji vjerovanje da je Nan Madol povezan s izgubljenim kontinentom Lemurijom.
Art Bell i Whitley Strieber, koji su pretpostavili kako će globalno zagrijavanje potaknuti katastrofalne promjene klime još 1999. god., tvrde da je Nan Madol tehnološki zahtjevne konstrukcije što predmnijeva veoma napredno društvo. Kako tada nije postojalo takvo društvo, oni tvrde da je naselje najvjerojatnije uništila iznenadna dramatična klimatska promjena.

## Vanjske poveznice
- 6 NEPOZNATIH SVJETSKIH ČUDA Mistična mjesta za koja znaju samo rijetki, dnevnik.hr, 02.09.2015.
- Nan Madol na metmuseum.org (engl.)
- Tajna Nan Madola, INTERNETSKA BIBLIOTEKA Watchtower
- Ahmed Bosnić, Nan Madol, otok tajni, Dani, 13.05.2016.
- Plutajući grad Nan Madol: Tajanstvene megalitske kamene strukture u Tihom okeanu